# حدس بزن چه کسی برای شام می‌آید
حدس بزن چه کسی برای شام می‌آید (به انگلیسی: Guess Who's Coming to Dinner) فیلمی ۱۰۸ دقیقه‌ای به کارگردانی استنلی کریمر با بازی اسپنسر تریسی (در آخرین نقش سینمایی وی پیش از مرگ)، سیدنی پواتیه، کاترین هپبورن و خواهرزاده وی کاترین هوتون، محصول آمریکا است.

## خلاصه داستان
مت دریتن (تریسی)، ناشر روزنامهٔ آزادی‌خواه و همسرش کریستینا (هپبورن)، صاحب یک گالری هنری، از شهروندان سرشناس سن فرانسیسکو هستند. روزی دخترشان جویی (هاوتن) به همراه جان پرنتیس (پواتیه) پزشک سیاه‌پوست از تعطیلاتش در هاوایی بازمی‌گردد. آن‌ها ۱۰ روز است که با هم آشنا شده‌اند و حالا قصد ازدواج دارند. والدین جویی و به خصوص پدرش در ابتدا ناراحت هستند که او قصد دارد با یک مرد سیاه‌پوست ازدواج کند…